# Hóa Âm
Hoá Âm (chữ Hán phồn thể: 華陰市, chữ Hán giản thể: 华阴市; phanh âm: 	Huàyīn Shì) là một thành phố cấp huyện thuộc địa cấp thị Vị Nam, tỉnh Thiểm Tây, Cộng hòa Nhân dân Trung Hoa. Thành phố này có diện tích 817 ki-lô-mét vuông, dân số năm 1999 là 247.771 người. Mã số bưu chính của thành phố Hoá Âm là 714200 
Thành phố Hoá Âm cách tỉnh lỵ Tây An 120 km. Thời Chiến Quốc lập huyện, tháng 12 năm 1990 lập thành phố từ huyện. Ở Hoá Âm có nhiều người họ Dương nổi tiếng, tiêu biểu là Dương Ngọc Hoàn (Dương Quý Phi) và Dương Kiên (Tùy Văn Đế).
Tên gọi Hoá Âm có nghĩa là nằm ở phía bắc núi Hoá Sơn.